# کنیل د لا فرانترا
کنیل د لا فرانترا (به اسپانیایی: Conil de la Frontera) یک دهستان در اسپانیا است که در استان کادیس واقع شده‌است. کنیل د لا فرانترا ۸۸٫۵۱ کیلومتر مربع مساحت و ۳۵٬۲۹۷ نفر جمعیت دارد و ۴۱ متر بالاتر از سطح دریا واقع شده‌است.